# PDC-dartsvilágbajnokság
A PDC-dartsvilágbajnokság (PDC World Darts Championship) a Professional Darts Corporation által rendezett dartsverseny, amely egyike a világszerte működő két dartsvilágbajnokságnak, 2020-ig a British Darts Organisation (BDO) szervezésében működő BDO-dartsvilágbajnokság, 2022 óta a csődbe ment szervezet viadala helyén indult WDF-dartsvilágbajnokság mellett. A PDC-dartsvilágbajnokság decemberben kezdődik és januárban ér véget, átfedésben a BDO versenyével. (A WDF által rendezett első tornát a koronavírus-helyzet miatt halasztották januárról áprilisra.) A világbajnokságot a londoni Alexandra Palace-ban tartják és jelenleg a Paddy Power fogadóiroda szponzorálja. A nyertesek megkapják Sid Waddell-trófeát, amelyet a legendás darts kommentátorról, Sid Waddellről neveztek el 2012-es halálakor.
A PDC bajnokságai 1994-ben kezdődtek WDC-dartsvilágbajnokság néven, a két szervezet különválásának egyik következményeként. A BDO és a WDC közötti megegyezés eredményeként 1997-ben a WDC beleolvadt a PDC-be, a játékosok pedig szabadon megválaszthatták, hogy melyik szervezet világbajnokságán szeretnének indulni. Bizonyos kritériumokat a nevezéshez teljesíteni kell, illetve kikötés, hogy egy évben ugyanaz a játékos nem indulhat mindkét világbajnokságon.
A győzelmek számát tekintve a rekordot az angol Phil Taylor tartja, aki 25 részvétele alatt 14 világbajnoki címet nyert, az utolsót 2013-ban. Tayloron kívül még Michael van Gerwen (2014, 2017 és 2019), John Part (2003 és 2008), Adrian Lewis (2011 és 2012), Gary Anderson (2015 és 2016) és Peter Wright (2020 és 2022) tudta egynél többször megnyerni a Sid Waddell-trófeát.
A 2025-ös világbajnokságot Luke Littler nyerte, aki egy meglehetősen sima 7–3-as győzelmet aratott a háromszoros világbajnok Michael van Gerwen ellen. Ezzel ő lett minden idők legfiatalabb világbajnoka mindössze 17 évesen, megelőzve az addigi rekordot tartó Gerwent, aki 24 évesen hódította el a trófeát először.

## Története
1992-ben néhány meghatározó játékos, köztük a BDO-dartsvilágbajnokság korábbi győztesei, akik még mindig aktív szerepet játszottak a sportágban, kiléptek az anyaszervezetből, majd megalakították a WDC-t, amely a mai PDC elődjének tekinthető. 1994-ben megrendezték első világbajnokságukat, amelyet Dennis Priestley nyert meg.
A kilépő játékosok versenye jelentős konkurenciát jelentett a BDO-nak, illetve a BDO-világbajnokság nézettségének. A versenyt a kezdetektől fogva műholdas televízión sugározták, így több nézőhöz, rajongóhoz is jutott el. 1994 és 2001 között a WDC / PDC világbajnokságban részt vevő játékosok nyereményalapja alacsonyabb volt, mint a BDO nyereményalapja, bár az 1997-es PDC-világbajnok 45 000 fontot kapott, szemben a 2017-es BDO-világbajnokkal, amely 38 000 font díjazásban részesült, így elmondható, hogy a két szervezet közti szponzorációs háttér is jelentős különbségűre nőtt a kezdeti éveket követően. 2010-ben a nyereményalap először elérte az 1 000 000 fontot, a világbajnok 200 000 fontot kapott győzelméért. A 2014-es és 2015-ös PDC világbajnokok összdíjazása elérte a 250 000 fontot. 2018-ban a nyereményalap 1 800 000 fontra nőtt, a világbajnok pedig 400 000 fontot kapott. A résztvevők létszámát a 2019-es világbajnokságtól 96 főre emelték.
A 2019-ben Kínában kirobbanó, és 2020 márciusában világjárvánnyá minősített koronavírus-járvány ellenére a 2021-es világbajnokságot a PDC korlátozott számú néző beengedésével rendezte volna meg. Végül az első napot leszámítva, a járványhelyzet súlyosbodása miatt a tornát nézők nélkül bonyolították le. Egy évre rá a vb-t szigorú biztonsági intézkedések mellett, de teltházzal rendezték, ám egyes játékosok, például a korábbi bajnok Michael van Gerwen is feladni kényszerült a tornát koronavírus-fertőzése miatt.

## Helyszín
A PDC-dartsvilágbajnokságot 2008 óta tartják a londoni Alexandra Palace-ban, 1994-től 2007-ig az Essex megyében található Purfleet városában, a Circus Tavernben látták vendégül a világbajnokság mezőnyét.

## A döntők
| Év   | Világbajnok (döntőbeli átlag)  | Cím | Eredmény | Döntős (döntőbeli átlag)       | Díjazás     | Díjazás     | Díjazás   | Szponzor       | Helyszín                 |
| Év   | Világbajnok (döntőbeli átlag)  | Cím | Eredmény | Döntős (döntőbeli átlag)       | Összesen    | Bajnoki cím | Döntő     | Szponzor       | Helyszín                 |
| ---- | ------------------------------ | --- | -------- | ------------------------------ | ----------- | ----------- | --------- | -------------- | ------------------------ |
| 1994 | Dennis Priestley (94,38)       | 1.  | 6–1      | Phil Taylor (90,62)            | 64 000 £    | 16 000 £    | 8000 £    | Skol           | Circus Tavern, Purfleet  |
| 1995 | Phil Taylor (94,11)            | 1.  | 6–2      | Rod Harrington (87,15)         | 55 000 £    | 12 000 £    | 6000 £    | Proton Cars    | Circus Tavern, Purfleet  |
| 1996 | Phil Taylor (98,52)            | 2.  | 6–4      | Dennis Priestley (101,48)      | 61 000 £    | 14 000 £    | 7000 £    | Vernon's Pools | Circus Tavern, Purfleet  |
| 1997 | Phil Taylor (100,92)           | 3.  | 6–3      | Dennis Priestley (96,78)       | 98 000 £    | 45 000 £    | 10 000 £  | Red Band       | Circus Tavern, Purfleet  |
| 1998 | Phil Taylor (103,98)           | 4.  | 6–0      | Dennis Priestley (90,75)       | 71 000 £    | 20 000 £    | 10 000 £  | Skol           | Circus Tavern, Purfleet  |
| 1999 | Phil Taylor (97,11)            | 5.  | 6–2      | Peter Manley (93,63)           | 104 000 £   | 30 000 £    | 16 000 £  | Skol           | Circus Tavern, Purfleet  |
| 2000 | Phil Taylor (94,42)            | 6.  | 7–3      | Dennis Priestley (91,80)       | 110 000 £   | 31 000 £    | 16 400 £  | Skol           | Circus Tavern, Purfleet  |
| 2001 | Phil Taylor (107,46)           | 7.  | 7–0      | John Part (92,58)              | 124 000 £   | 33 000 £    | 18 000 £  | Skol           | Circus Tavern, Purfleet  |
| 2002 | Phil Taylor (98,47)            | 8.  | 7–0      | Peter Manley (91,35)           | 200 000 £   | 50 000 £    | 25 000 £  | Skol           | Circus Tavern, Purfleet  |
| 2003 | John Part (96,87)              | 1.  | 7–6      | Phil Taylor (99,98)            | 200 000 £   | 50 000 £    | 25 000 £  | Ladbrokes      | Circus Tavern, Purfleet  |
| 2004 | Phil Taylor (96,03)            | 9.  | 7–6      | Kevin Painter (90,48)          | 256 000 £   | 50 000 £    | 25 000 £  | Ladbrokes      | Circus Tavern, Purfleet  |
| 2005 | Phil Taylor (96,14)            | 10. | 7–4      | Mark Dudbridge (90,66)         | 300 000 £   | 60 000 £    | 30 000 £  | Ladbrokes      | Circus Tavern, Purfleet  |
| 2006 | Phil Taylor (106,74)           | 11. | 7–0      | Peter Manley (91,72)           | 500 000 £   | 100 000 £   | £50,000   | Ladbrokes      | Circus Tavern, Purfleet  |
| 2007 | Raymond van Barneveld (100,93) | 1.  | 7–6      | Phil Taylor (100,86)           | 500 000 £   | 100 000 £   | £50,000   | Ladbrokes      | Circus Tavern, Purfleet  |
| 2008 | John Part (92,86)              | 2.  | 7–2      | Kirk Shepherd (85,10)          | 589 000 £   | 100 000 £   | £50,000   | Ladbrokes      | Alexandra Palace, London |
| 2009 | Phil Taylor (110,94)           | 12. | 7–1      | Raymond van Barneveld (101,18) | 724 000 £   | 125 000 £   | 60 000 £  | Ladbrokes      | Alexandra Palace, London |
| 2010 | Phil Taylor (104,38)           | 13. | 7–3      | Simon Whitlock (100,51)        | 1 000 000 £ | 200 000 £   | 100 000 £ | Ladbrokes      | Alexandra Palace, London |
| 2011 | Adrian Lewis (99,40)           | 1.  | 7–5      | Gary Anderson (99,41)          | 1 000 000 £ | 200 000 £   | 100 000 £ | Ladbrokes      | Alexandra Palace, London |
| 2012 | Adrian Lewis (93,06)           | 2.  | 7–3      | Andy Hamilton (90,83)          | 1 000 000 £ | 200 000 £   | 100 000 £ | Ladbrokes      | Alexandra Palace, London |
| 2013 | Phil Taylor (103,04)           | 14. | 7–4      | Michael van Gerwen (100,66)    | 1 000 000 £ | 200 000 £   | 100 000 £ | Ladbrokes      | Alexandra Palace, London |
| 2014 | Michael van Gerwen (100,10)    | 1.  | 7–4      | Peter Wright (95,71)           | 1 050 000 £ | 250 000 £   | 100 000 £ | Ladbrokes      | Alexandra Palace, London |
| 2015 | Gary Anderson (97,68)          | 1.  | 7–6      | Phil Taylor (100,69)           | 1 250 000 £ | 250 000 £   | 120 000 £ | William Hill   | Alexandra Palace, London |
| 2016 | Gary Anderson (99,26)          | 2.  | 7–5      | Adrian Lewis (100,23)          | 1 500 000 £ | 300 000 £   | 150 000 £ | William Hill   | Alexandra Palace, London |
| 2017 | Michael van Gerwen (107,79)    | 2.  | 7–3      | Gary Anderson (104,93)         | 1 650 000 £ | 350 000 £   | 160 000 £ | William Hill   | Alexandra Palace, London |
| 2018 | Rob Cross (107,67)             | 1.  | 7–2      | Phil Taylor (102,26)           | 1 800 000 £ | 400 000 £   | 170 000 £ | William Hill   | Alexandra Palace, London |
| 2019 | Michael van Gerwen (102,21)    | 3.  | 7–3      | Michael Smith (95,29)          | 2 500 000 £ | 500 000 £   | 200 000 £ | William Hill   | Alexandra Palace, London |
| 2020 | Peter Wright (102,79)          | 1.  | 7–3      | Michael van Gerwen (102,88)    | 2 500 000 £ | 500 000 £   | 200 000 £ | William Hill   | Alexandra Palace, London |
| 2021 | Gerwyn Price (100,08)          | 1.  | 7–3      | Gary Anderson (94,25)          | 2 500 000 £ | 500 000 £   | 200 000 £ | William Hill   | Alexandra Palace, London |
| 2022 | Peter Wright (99,22)           | 2.  | 7–5      | Michael Smith (98,34)          | 2 500 000 £ | 500 000 £   | 200 000 £ | William Hill   | Alexandra Palace, London |
| 2023 | Michael Smith (100,71)         | 1.  | 7–4      | Michael van Gerwen (99,58)     | 2 500 000 £ | 500 000 £   | 200 000 £ | Cazoo          | Alexandra Palace, London |
| 2024 | Luke Humphries (103,67)        | 1.  | 7–4      | Luke Littler (101,13)          | 2 500 000 £ | 500 000 £   | 200 000 £ | Paddy Power    | Alexandra Palace, London |
| 2025 | Luke Littler (102,73)          | 1.  | 7–3      | Michael van Gerwen (100,69)    | 2 500 000 £ | 500 000 £   | 200 000 £ | Paddy Power    | Alexandra Palace, London |

## Rekordok és statisztikák

### A legeredményesebb játékosok
| #   | Név                   | Világbajnoki cím | Második hely | Döntős szereplés | Világbajnoki szereplések száma |
| --- | --------------------- | ---------------- | ------------ | ---------------- | ------------------------------ |
| 1.  | Phil Taylor           | 14               | 5            | 19               | 25                             |
| 2.  | Michael van Gerwen    | 3                | 4            | 7                | 18                             |
| 3.  | Gary Anderson         | 2                | 3            | 5                | 16                             |
| 4.  | Adrian Lewis          | 2                | 1            | 3                | 18                             |
| 4.  | John Part             | 2                | 1            | 3                | 18                             |
| 4.  | Peter Wright          | 2                | 1            | 3                | 16                             |
| 7.  | Dennis Priestley      | 1                | 4            | 5                | 19                             |
| 8.  | Michael Smith         | 1                | 2            | 3                | 14                             |
| 9.  | Raymond van Barneveld | 1                | 1            | 2                | 18                             |
| 9.  | Luke Littler          | 1                | 1            | 2                | 2                              |
| 11. | Rob Cross             | 1                | 0            | 1                | 8                              |
| 11. | Luke Humphries        | 1                | 0            | 1                | 8                              |
| 11. | Gerwyn Price          | 1                | 0            | 1                | 11                             |
| 12. | Peter Manley          | 0                | 3            | 3                | 13                             |
| 14. | Mark Dudbridge        | 0                | 1            | 1                | 10                             |
| 14. | Andy Hamilton         | 0                | 1            | 1                | 13                             |
| 14. | Rod Harrington        | 0                | 1            | 1                | 10                             |
| 14. | Kevin Painter         | 0                | 1            | 1                | 17                             |
| 14. | Kirk Shepherd         | 0                | 1            | 1                | 4                              |
| 14. | Simon Whitlock        | 0                | 1            | 1                | 15                             |

- Az aktív játékosok félkövér betűvel szerepelnek.
- Csak a döntőbe jutott játékosok szerepelnek a táblázatban.
- Azonos rekordok esetén a játékosokat családnév szerinti ábécésorrendbe rendeztük.

### Világbajnokok országonként
| Ország    | Játékosok száma | Összes győzelem | Első győzelem | Legutóbbi győzelem |
| --------- | --------------- | --------------- | ------------- | ------------------ |
| Anglia    | 7               | 21              | 1994          | 2025               |
| Hollandia | 2               | 4               | 2007          | 2019               |
| Skócia    | 2               | 4               | 2015          | 2022               |
| Kanada    | 1               | 2               | 2003          | 2008               |
| Wales     | 1               | 1               | 2021          | 2021               |

### Kilencnyilaskiszállók
| #   | Játékos               | Év   | Forduló      | Kombináció                           | Ellenfél              | Eredmény |
| --- | --------------------- | ---- | ------------ | ------------------------------------ | --------------------- | -------- |
| 1.  | Raymond van Barneveld | 2009 | Negyeddöntő  | 3 x T20; 3 x T20; T20, T19, D12      | Jelle Klaasen         | Nyert    |
| 2.  | Raymond van Barneveld | 2010 | Második kör  | 3 x T20; 3 x T20; T20, T19, D12      | Brendan Dolan         | Nyert    |
| 3.  | Adrian Lewis          | 2011 | Döntő        | 3 x T20; 3 x T20; T20, T19, D12      | Gary Anderson         | Nyert    |
| 4.  | Dean Winstanley       | 2013 | Második kör  | 3 x T20; 3 x T20; T20, T19, D12      | Vincent van der Voort | Vesztett |
| 5.  | Michael van Gerwen    | 2013 | Elődöntő     | 3 x T20; 2 x T20, T19; 2 x T20, D12  | James Wade            | Nyert    |
| 6.  | Terry Jenkins         | 2014 | Első kör     | 3 x T20; 3 x T20; T20, T19, D12      | Per Laursen           | Vesztett |
| 7.  | Kyle Anderson         | 2014 | Első kör     | 3 x T20; 3 x T20; T20, T19, D12      | Ian White             | Vesztett |
| 8.  | Adrian Lewis          | 2015 | Harmadik kör | 3 x T20; 3 x T20; T20, T19, D12      | Raymond van Barneveld | Vesztett |
| 9.  | Gary Anderson         | 2016 | Elődöntő     | 3 x T20; 3 x T20; T20, T19, D12      | Jelle Klaasen         | Nyert    |
| 10. | James Wade            | 2021 | Harmadik kör | 3 x T20; 3 x T20; T20, T19, D12      | Stephen Bunting       | Vesztett |
| 11. | William Borland       | 2022 | Első kör     | 3 x T20; 2 x T20, T19; 2 x T20, D12  | Bradley Brooks        | Nyert    |
| 12. | Darius Labanauskas    | 2022 | Első kör     | T20, 2 x T19; 3 x T20; T20, T17, D18 | Mike De Decker        | Vesztett |
| 13. | Gerwyn Price          | 2022 | Negyeddöntő  | 3 x T20; 3 x T20; T19, T20, D12      | Michael Smith         | Vesztett |
| 14. | Michael Smith         | 2023 | Döntő        | 3 x T20; 3 x T20; T19, T20, D12      | Michael van Gerwen    | Nyert    |
| 15. | Christian Kist        | 2025 | Első kör     | 3 x T20; 3 x T20; T20, T19, D12      | Madars Razma          | Vesztett |
| 16. | Damon Heta            | 2025 | Harmadik kör | 3 x T20; 3 x T20; T20, T19, D12      | Luke Woodhouse        | Vesztett |

### Rekordok
- Legtöbb világbajnoki cím: 16, Phil Taylor. Taylor a PDC-nél 14, a BDO-nál 2 világbajnoki címet szerzett.[6]
- Legtöbb döntő: 19, Phil Taylor, 1994–2007, 2009–2010, 2013, 2015 és 2018.[6]
- Legtöbb győzelem: 110, Phil Taylor, 1994–2018. Taylor összesen 11 mérkőzést veszített. 1994-től 2007-ig minden döntőben szerepelt, 2008-ban a negyeddöntőben Wayne Mardletől kapott ki.[7][8][9]
- Leghosszabb veretlenség: 44 mérkőzés, Phil Taylor, 1995–2003.
- Legtöbb 180-as egy világbajnokságon: 914, 2024-ben.
- Legtöbb 180-as egy világbajnokságon (egyénileg): 83, Michael Smith (2022)[10]
- Legtöbb 180-as egy mérkőzésen: 24, Peter Wright (2022) és Michael Smith (2022)[11][12]
- Legtöbb részvétel: 25, Phil Taylor. Taylor az egyetlen aki az első 25 tornán egyaránt részt vett.[13]
- Legfiatalabb játékos: Mitchell Clegg, 16 évesen és 37 naposan.
- Legfiatalabb döntős: Luke Littler, 16 évesen és 347 naposan a 2024-es döntőben.[6]
- Legfiatalabb bajnok: Luke Littler, 17 évesen, 11 hónaposan és 13 naposan (2025).
- Legidősebb bajnok: Phil Taylor, 52 évesen és 5 hónaposan (2013).
- Rekord TV-nézettség: 2 170 000 (2017-es döntő)[14]
- Játékosok, akik mindkét szervezetnél világbajnokok: Dennis Priestley,[15][16] Phil Taylor, John Part és Raymond van Barneveld.[15][16]
- Nem az Egyesült Királyságból származó világbajnokok: John Part, Raymond van Barneveld és Michael van Gerwen.

## Szponzorok
A világbajnokság főszponzorai:
- Skol (1994)
- Proton Cars (1995)
- Vernon's Pools (1996)
- Red Band (1997)
- Skol (1998–2002)
- Ladbrokes (2003–2014)
- William Hill (2015–2022)
- Cazoo (2023)
- Paddy Power (2024-től)

## Televíziós nézettség
| Év   | Adatok         | Adatok            | Adatok               |
| Év   | Sky Television | Hollandia         | Németország (SPORT1) |
| ---- | -------------- | ----------------- | -------------------- |
| 2023 |                | 2 360 000         |                      |
| 2022 | 1 490 000      | 1 650 000         |                      |
| 2020 | 1 006 553      | 1 200 000 (RTL 7) | 1 590 000            |
| 2019 | 658 300        | 1 540 000 (RTL 7) | 1 490 000            |
| 2018 | 1 400 000      | 864 000 (RTL 7)   | 2 700 000            |
| 2017 | 607 000        | 2 170 000 (RTL 7) | 1 480 000            |
| 2016 | 908 000        | 869 000 (RTL 7)   | 950 000              |
| 2015 | 1 500 000      | 908 000 (RTL 7)   | 1 360 000            |
| 2014 | 668 000        | 2 054 000 (RTL 7) | 560 000              |
| 2013 | 1 270 000      | 1 748 000 (RTL 7) | 810 000              |
| 2012 | 728 000        | 762 000 (RTL 7)   |                      |
| 2011 | 920 000        | 435 000 (SBS6)    |                      |
| 2010 | 888 000        | 854 000 (SBS6)    | 730 000              |
| 2009 | 809 000        | 1 441 000 (SBS6)  | 490 000              |
| 2008 | 731 000        | 211 000 (SBS6)    | 340 000              |
| 2007 | 1 028 000      | 1 339 000 (SBS6)  |                      |
| 2006 | 761 000        |                   |                      |
| 2005 | 530 000        |                   |                      |
| 2004 | 820 000        |                   |                      |
| 2003 | 610 000        |                   |                      |
| 2002 | Nincs adat     |                   |                      |
| 2001 | 420 000        |                   |                      |
| 2000 | 240 000        |                   |                      |
| 1999 | 200 000        |                   |                      |

## A győztesnek járó trófea
A legendás dartskommentátor Sid Waddell 2012-ben bekövetkezett halálát követően róla nevezték el a győztesnek járó trófeát, így a 2013-as világbajnokság óta hivatalosan is a Sid Waddell-trófea kerül átadásra.